# Ta Prohm
Ta Prohm (khmer : ប្រាសាទតាព្រហ្ម, "grand-père Brahmā"), originellement appelé Rājavihara (រាជវិហារ, "monastère royal"), est un temple du site d'Angkor au Cambodge, construit entre la fin du XIIe siècle et le début du  XIIIe siècle. Le Ta Prohm, tout comme le Bayon, fut construit sous le règne du dernier grand roi de l'empire khmer Jayavarman VII adepte du bouddhisme mahāyāna.
L'architecture du Ta Prohm est de type "complexe monastique" ; temple à un seul niveau par opposition aux temples-montagne comme sont le Baphûon ou le Bayon. Ta Prohm est dédié à Prajnaparamita, nom bouddhique de la mère du souverain Jayavarman VII.

Ta Prohm est doté de gopuras à chaque point cardinal, cependant, un seul accès est possible d'Est en Ouest. 

À partir du XIIIe siècle tout comme le Bayon, dans le même style comporte des tours en pierres symbolisant des visages monumentaux du Bodhisattva Avalokiteśvara, bouddha de la compassion, tout comme les temples Banteay Kdei ou Neak Pean, également de type complexe monastique, ainsi que le réservoir de Srah Srang.
Selon George Cœdes, la stèle du Ta Prohm fut redécouverte par la mission Etienne Aymonier en 1882 dans une des salles du sanctuaire Ta Prohm.
Les archéologues de l'École française d'Extrême-Orient ont décidé de laisser Ta Prohm dans un état proche de sa re-découverte au début du XXe siècle.
Ta Prohm, tout comme l'ensemble d'Angkor, fait partie du patrimoine de l'UNESCO depuis 1992,. Le monastère est placé sous l'Autorité pour la protection du site et l'aménagement d'Angkor (APSARA), rattachée au gouvernement cambodgien. La restauration du Ta Prohm est réalisé en partenariat entre APSARA et l'Archeological Survey of India.
(Homonyme : Temple de Ta Prohm, à proximité du lac Tonlé Bati, province de Takeo.)

## Localisation et description
Le Ta Prohm est situé à un kilomètre à l'est de la ville fortifiée d'Angkor Thom, sur le bord sud du Baray oriental. Le monastère est intégré dans une enceinte d'un kilomètre sur 700 mètres, soit environ 60 hectares, dont les portes (une à chaque point cardinal) sont ornées d'une tour à quatre visages d'un style proche de celles d'Angkor Thom. Ta Prohm comprend 260 statues de divinités, 39 tours à pinacle (ualabhipràsudàh), 566 habitations en pierre, 288 en brique" ; ses dimensions sont de "76 brasses de largeur et 1150 de longueur pour l'étang long et le bassin (vàpitalàkayoh), 2702 brasses de mur d'enceinte en limonite (çarkaraughopala)".

## Histoire

### Édification

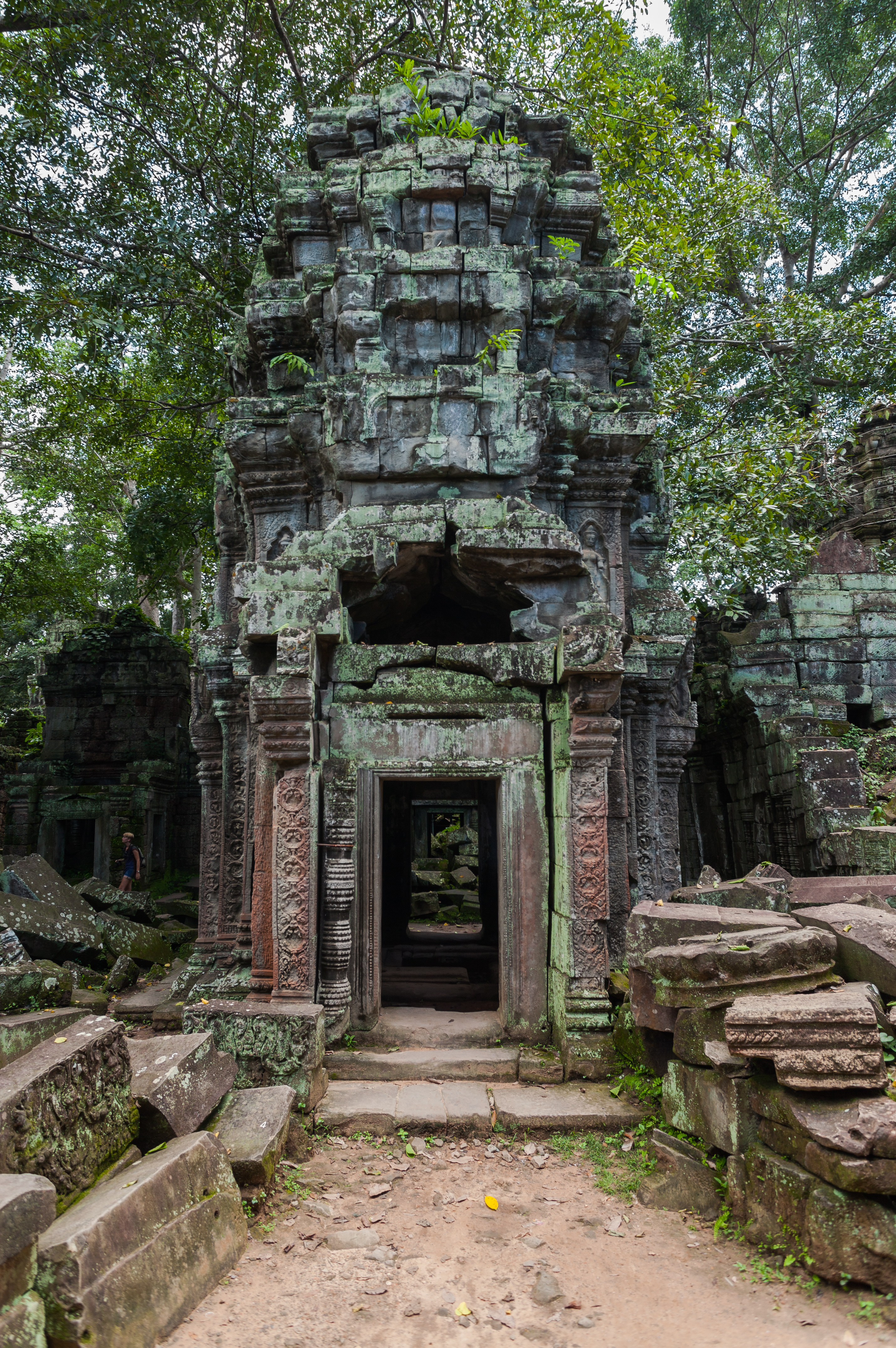
Une des tours du temple Ta Prohm

Le Ta Prohm a été construit sous le règne de Jayavarman VII comme monastère et université bouddhique Mahāyāna sous le nom Rājavihara (le monastère du roi). Dans un premier temps, une des statues ayant été découvertes dans le temple fut attribuée au roi Ta Prohm d'où l'origine du nom du temple.En 1904, Etienne Aymonier suggère qu'il s'agit plutôt du roi Jayavarman VII ; son hypothèse fût confirmée par l'EFEO en 1922.
En 1181, Jayavarman VII inaugure un règne qui voit la cité d'Angkor atteindre son apogée. En effet, on estime à près de 250.000 personnes vivant dans la cité, ce qui est considérable si compare Paris, à la même époque avec à peine 80 000 habitants.
Pendant ses 30 ans de règne, Jayavarman VII se lance dans de la construction de grands temples, c'est le roi bâtisseur. Il élève les fortifications qui entourent la ville mais aussi les temples de Ta Prohm, Preah Khan, le Banteay Kdei et bien d'autres.
Avec la cité d'Angkor Thom et son Bayon, il donne un écrin unique au Mahâyâna, Bodhisattva Avalokiteśvara Bouddha valorisant la compassion ultime.

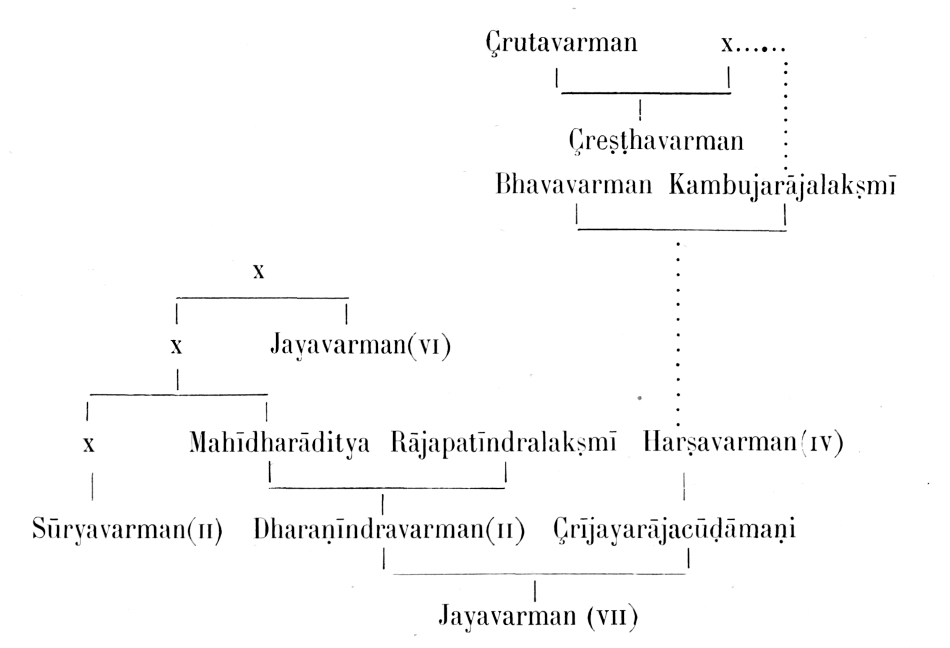
La mère çri Rajayarajacudamani nom bouddhique Prajnāpāramitā et le père Dharanindravarman II de Jayavarman VI (Archives EFEO), Etude de la stèle Ta Prohm de Georges Coedes en 1906

Ta Prohm fut consacré en 1186 (soit 5 ans après l'accession au trône de Jayvarman VII) et dédié à la famille du roi avec une triade composée de l'idole principale qui a pris pour modèle sa mère Sri Rajayarajacudamani (ou cri Rajayarajacudamani) déifiée avec son nom bouddhique Prajnāpāramitā (la personnification de la sagesse), tandis que les deux temples satellites de la troisième enceinte étaient consacrés l'un à son guru royal Yajnavarâha (nord) et l'autre à son frère aîné Yasovarman II (sud),,,.
Jayavarman VII édifiera ensuite le Preah Khan en l'honneur de son père Dharanindravarman II, identifié à Lokeśvara. Grand bâtisseur, il dote également Angkor de nombreux édifices de moindre taille dont le Banteay Kdei et construit dans tout l'empire khmer de l'époque.
En 1906, une étude des stèles a été entreprise par George Cœdes de l'Ecole française d'Extrême-Orient.Cette stèle atteste bien que le temple est dédié à Prajnāpāramitā, de son nom terrestre çri Rajayarajacudamani donc la mère de Jayavarman VII. Parmi les éléments de généalogie maternelle relevés sur la stèle, Georges Coedes, note que la mère de Jayavarman avait pour ancêtre le roi Bavavarman roi des Bhavapura, il note aussi que la généalogie maternelle arrive en premier sur la stèle.
Selon la stèle de Ta Prohm décrypté par l'épigraphe G. Coedes, 102 hôpitaux furent érigés par Jayavarman VII et repartis sur l'ensemble de son royaume dont Ta Prohm pourrait être le centre administratif..

### Redécouverte à partir du début duXXeSiècle et depuis
À la différence de la plupart des autres monuments d'Angkor, Ta Prohm a été laissé dans un état proche de sa re-découverte au début du XXe siècle.

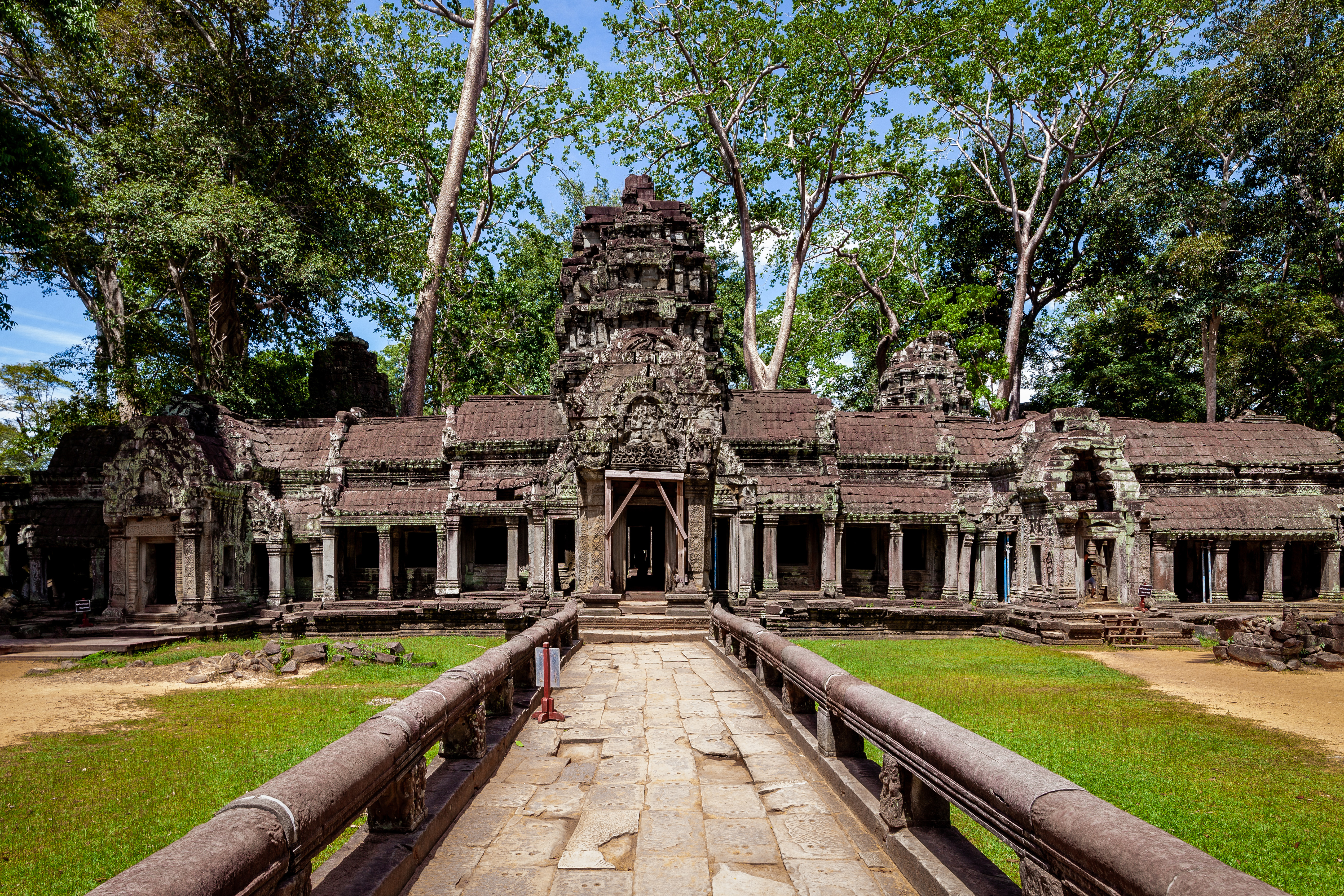
Entrée du Temple Ta Prohm - Rājavihara

Mais ce choix de l'EFEO a été fait en guise de concession pour "nourrir l'imaginaire touristique" nourri des récits des premiers visiteurs du début du Siècle. Comme l'indique un des conservateur d'Angkor de 1937 à 1946, Maurice Glaize "une concession au goût général pour le pittoresque". Mais comme l'indique Sebastien Preuil dans son étude, "cette concession n'a pas été synonyme d'inaction de la part de l'EFEO." il a bien fallu réaliser quelques travaux, afin de permettre au visiteur d'accéder en toute sécurité. "L'association ruines/végétal devient une accroche marketing d'Angkor", cela s'applique aussi bien pour le Ta Prohm que pour le Preah Khan

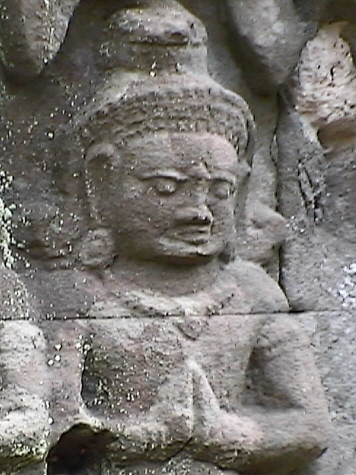
Représentation d'un personnage en prière et méditation intense et Bas-relief à l'entrée de Ta Prohm

Néanmoins beaucoup de travail a été nécessaire pour stabiliser les ruines et en permettre l'accès, afin de maintenir « cet état de négligence apparente » selon Michaël Freeman et Claude Jacques  de l'EFEO dans leur ouvrage intitulé "le stégosaure de Ta Prohm". En effet, un "stégosaure" serait représenté dans un cartouche gravé sur un pilastre de la tour ouest de l’entrée de la troisième enceinte du temple Ta Prohm ce qui suscite bon nombre d'interrogations. Cependant, les stégosaures à l'instar de tous les dinosaures, se sont éteints il y a 65 millions d'années bien avant l'apparition des humains sur terre suite une longue évolution des Homo Sapiens. Selon, l'article de Jean-Louis Fischer, 2010, Le dinosaure d’Angkor. Pour la Science, no 394, Août 2010, pp. 86–87, il s'agirait d'un buffle (plus ou moins réussi) paré de feuilles de lotus ; fleur sacrée du sud-est asiatique qui sert souvent de décor de fond sur les monuments khmers.
En fait, la restauration d'Angkor est placée sous l'Autorité d'un organisme cambodgien l'APSARA,,, créé par Kret royal (décret Royal) en 1995 placée sous le contrôle du gouvernement cambodgien.

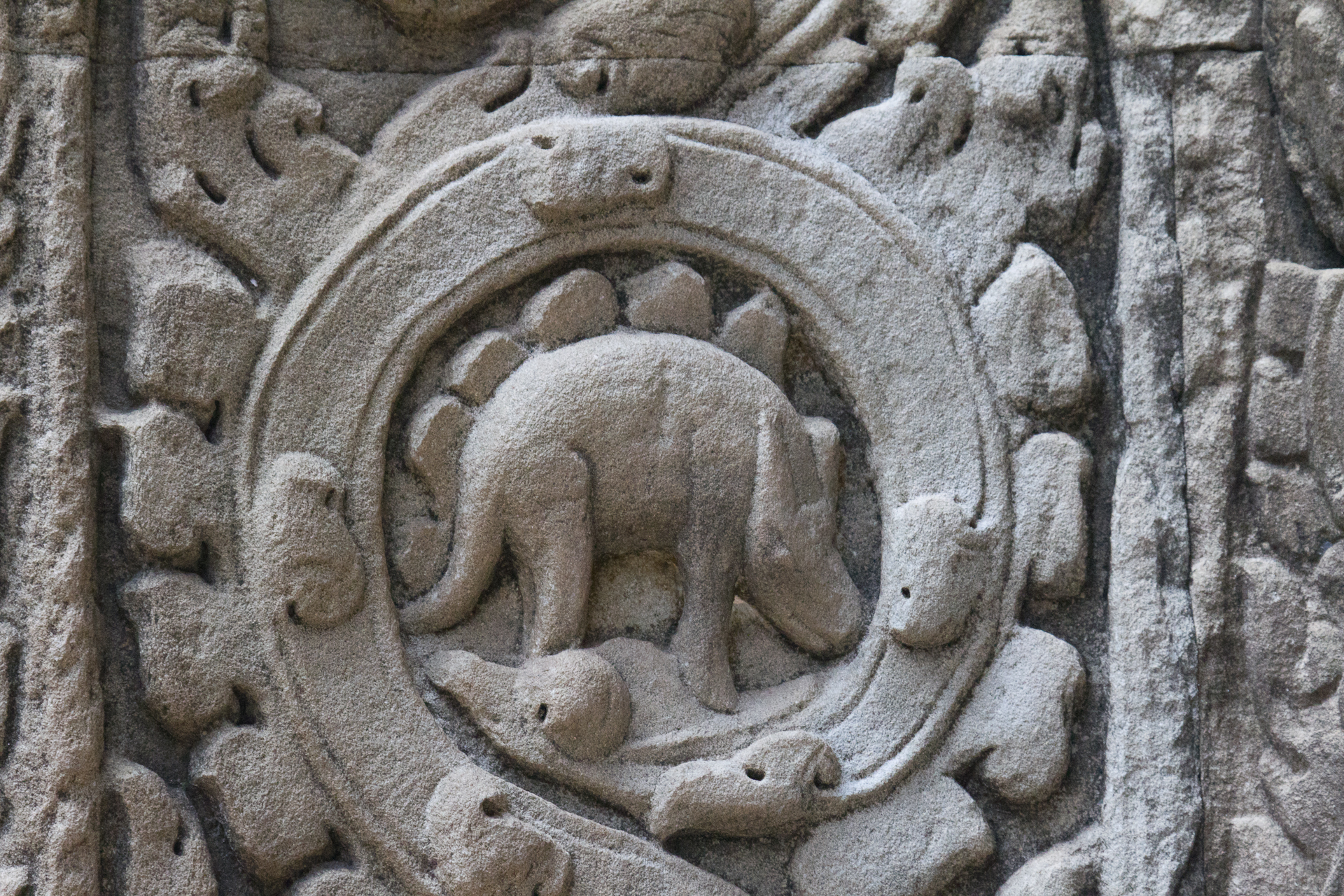
Une stèle comportant une prétendue représentation d'un stégosaure gravé dans un cartouche sur un pilastre de la tour ouest de l’entrée de la troisième enceinte du temple Ta Prohm

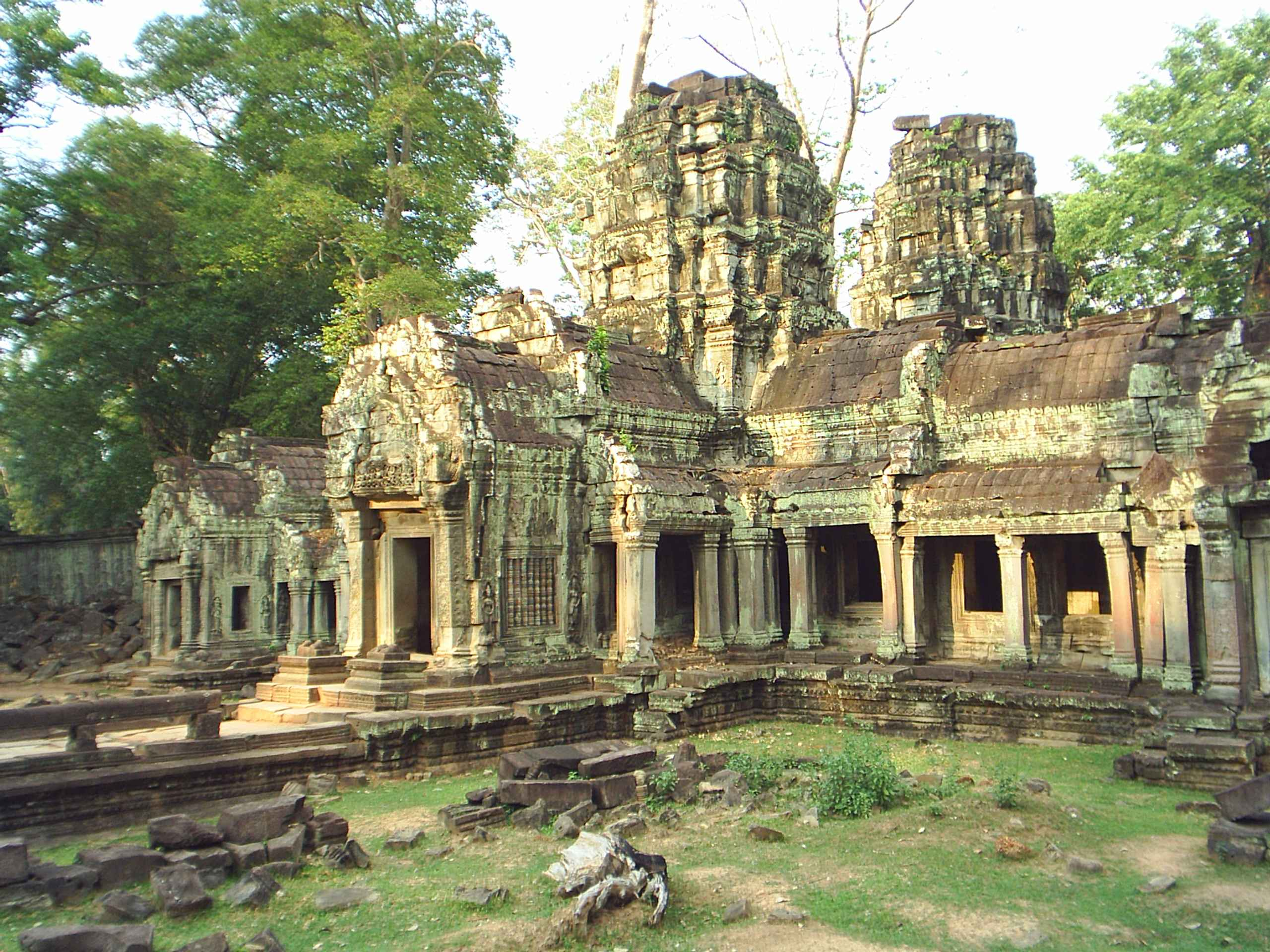
Les Gopuras de Ta Prohm

L'APSARA établit des partenariats avec divers organismes dans le monde. Les actions de l'APSARA ont été validées par l'UNESCO,. La conservation et la restauration de Ta Prohm est un projet dans le cadre du partenariat avec Archaeological Survey of India (ASI) déjà intervenu dans la restauration d'Angkor Wat auparavant de 1986 à 1993, en des temps difficiles avec la présence des khmers rouges,,.
L'APSARA a également en charge des fouilles archéologiques comme par exemple la découverte en 2024 de fragment de statue de Bouddha Naga, des travaux issues de la collaboration entre l'Autorité Nationale APSARA et l'Archaeological Survey of India (ASI).
Une inscription sur le Ta Prohm indique que 12 640 personnes servaient dans ce seul temple. Elle rapporte aussi que plus de 66 000 fermiers produisaient plus de 2 500 tonnes de riz par an pour nourrir la multitude de prêtres, de danseuses et d'ouvriers du temple.
Selon Maurice Glaize, le troisième conservateur d'Angkor, la stèle de Ta Prohm indique que 615 danseuses vivaient dans l'enceinte du temple Ta Prohm. Les Apsaras, danseuses célestes, sont très présentes dans les bas-reliefs des temples d'Angkor. C'est à partir de ces représentations anciennes que les costumes et les positions des danseuses d'aujourd'hui ont été établis.
Si l'on ajoute trois grands temples (le Preah Khan et les deux ensembles encore plus vastes d'Angkor Vat et du Bayon), on atteint vite 300 000 cultivateurs, soit à peu près la moitié de la population estimée du Grand Angkor.

## Architecture

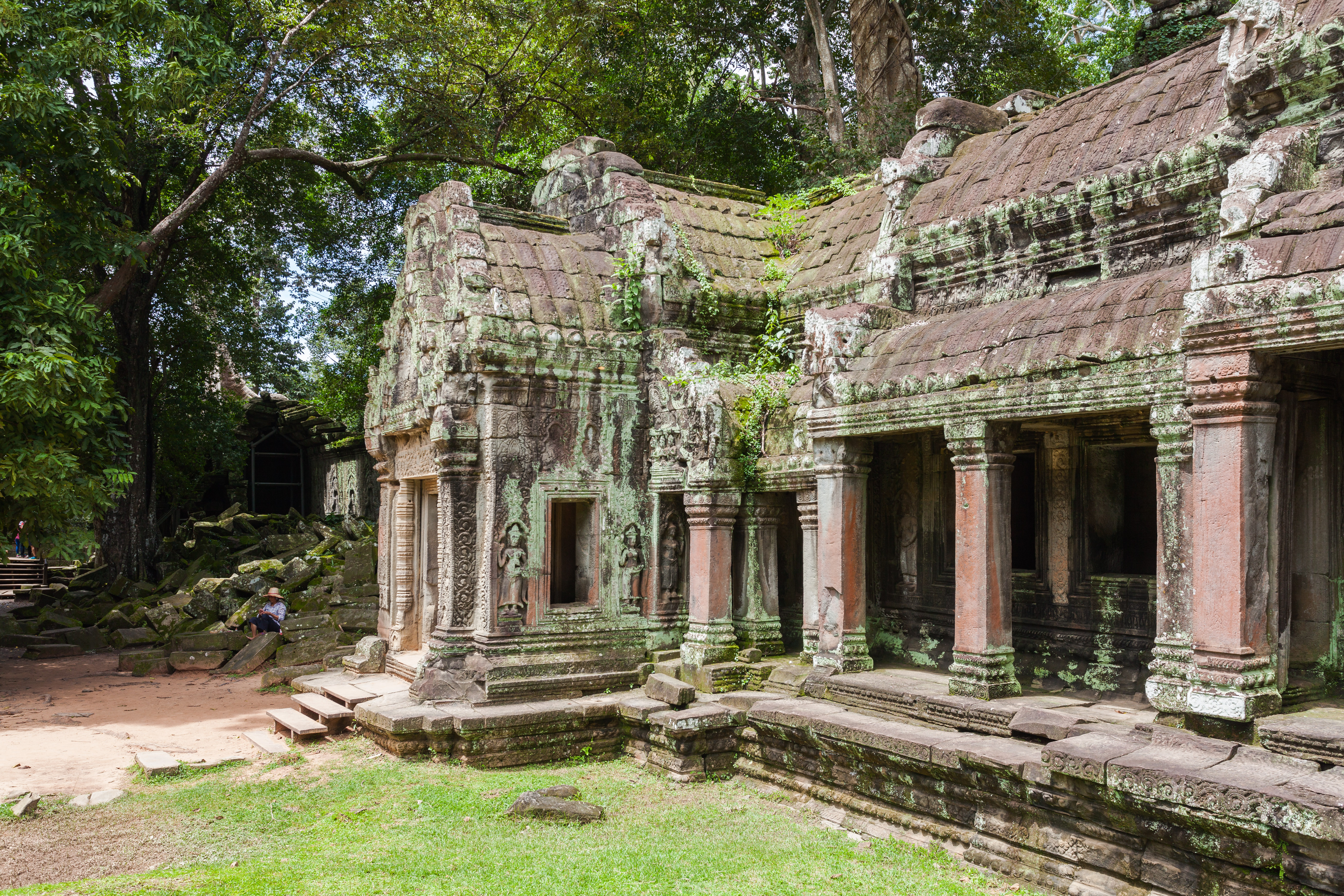
Ta Prohm, son architecture, état en 2013

Ta Prohm fait partie des temples de style « complexe monastique » à un seul niveau plat, en opposition aux temples-montagne comme le Bayon ou encore le Baphûon. Les temples respectant les critères du style complexe monastique sont notamment Ta Prohm, Banteay Kdei, Preah Khan.

### Les gopuras et les tours à visage
Comme les autres temples khmers, Ta Prohm est inclus dans une enceinte de grande dimension (1 km sur 700 m soit environ 60 ha) dont les portes (une à chaque point cardinal) sont ornées d'une tour à quatre visages d'un style proche de celles d'Angkor Thom. Une cinquième porte plus discrète se trouve sur le mur nord - peut-être servait-elle de « porte de service ». Cinq enceintes constituent le plan général du site.
Une fois franchie le gopura de la 5e enceinte, une longue allée tracée dans la forêt conduit à une terrasse cruciforme, franchissant les douves. Cette terrasse, chaotique, est envahie par de grands arbres au tronc blanc argenté, appelés faux fromagers, dont les longues racines ondoyantes déforment le dallage de grès.
Passé la porte de la 4e enceinte, on débouche sur une cour (40 m par 55 m), bordée de murs de latérite.

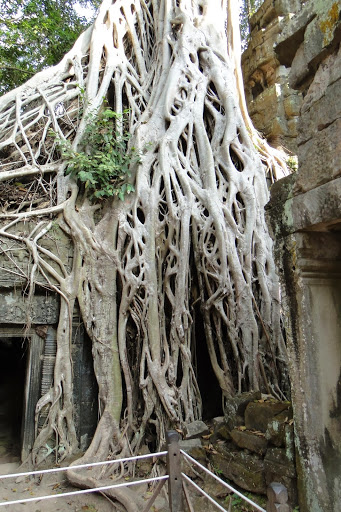
Couple Végétal / Ruine sur un des murs de Ta Prohm

On atteint ensuite une nouvelle enceinte par une longue allée dallée de grès conduisant au gopura d'où part un préau bordé de piliers. Traversant le gopura ouest de cette 3e enceinte, on se trouve dans une deuxième cour où d'immenses arbres s'agrippent par leurs racines à des tours isolées et se posent sur les murs, dont certains ont cédé sous le poids.

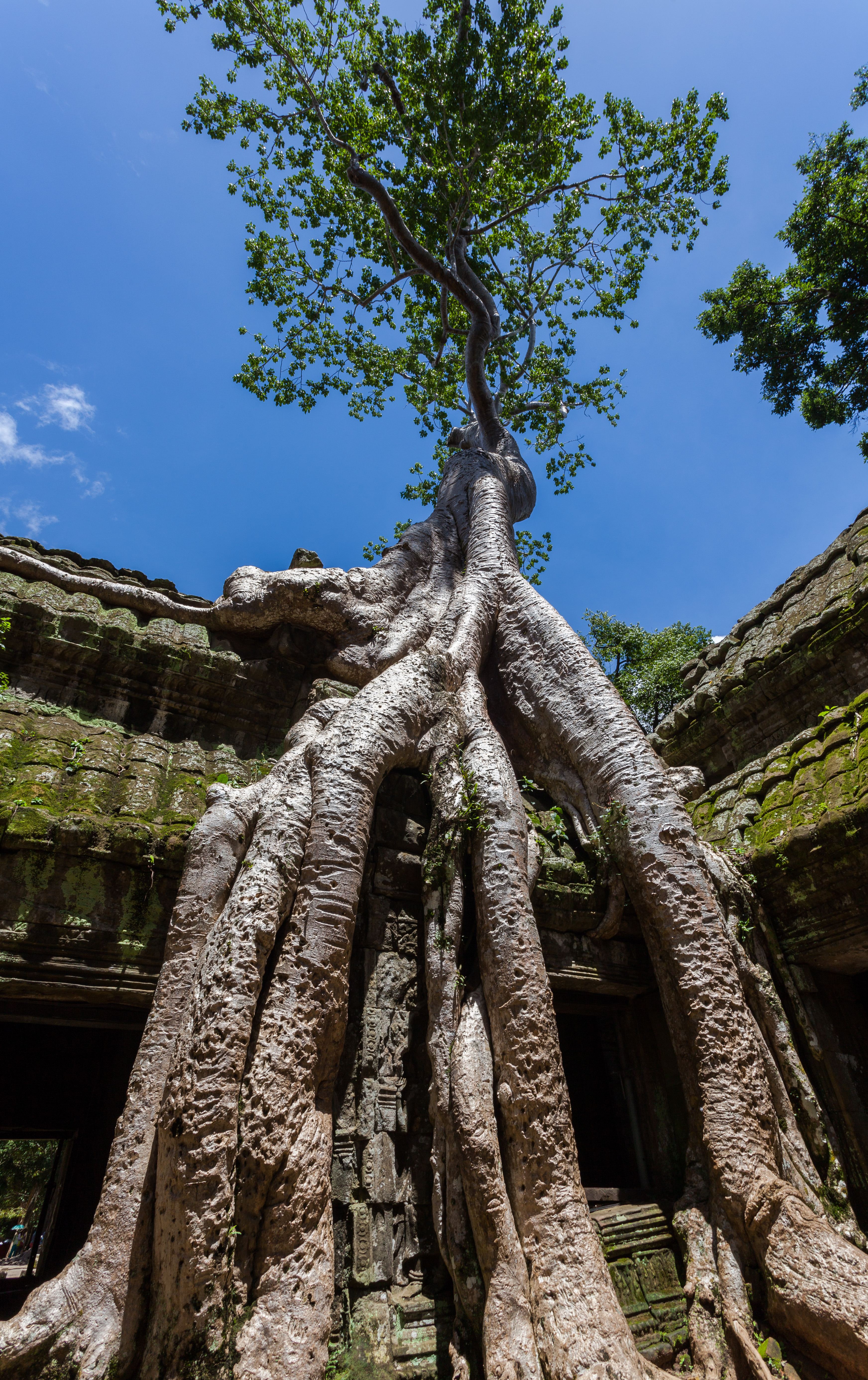
Galerie avec racines.

Dans cette cour, on pénètre dans un petit cloître également surmonté d'immenses arbres. On peut y voir des frontons sculptés, notamment sur le côté ouest du sanctuaire cruciforme central, couronné d'arbres gigantesques.
On se glisse ensuite entre deux petits édifices et on se trouve alors en présence d'un grand bâtiment rectangulaire, construit en grès. De nombreux éboulis, formés principalement par les blocs de la toiture écroulée, obstruent en grande partie l'édifice.
Plusieurs linteaux de portes encore en place montrent de beaux reliefs d'Apsara laissant supposer que l’on se trouve en présence d'une « salle des danseuses ».

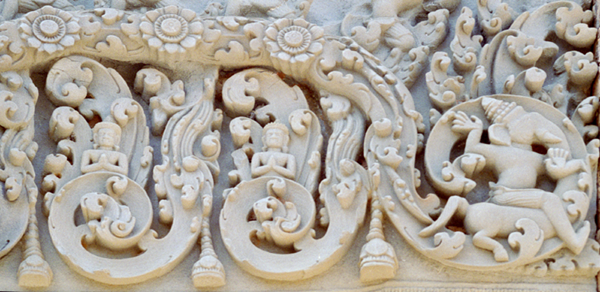
Finesse d'une frise

Vers l'est, une grande terrasse en grès, surélevée prolonge le gopura que l'on vient de traverser.
À l'intérieur de cette enceinte devaient se trouver de nombreux édifices monastiques dont seul subsiste aujourd'hui un gîte d'étape près de l'entrée Est de la deuxième enceinte. Celle-ci, entourée de douves d'environ 25 m de large, délimite l'espace carré d'environ 250 m de côté du temple proprement dit.
Le sanctuaire central, très dépouillé, occupe le milieu de la cour. On le traverse et on arrive dans la courette sud.

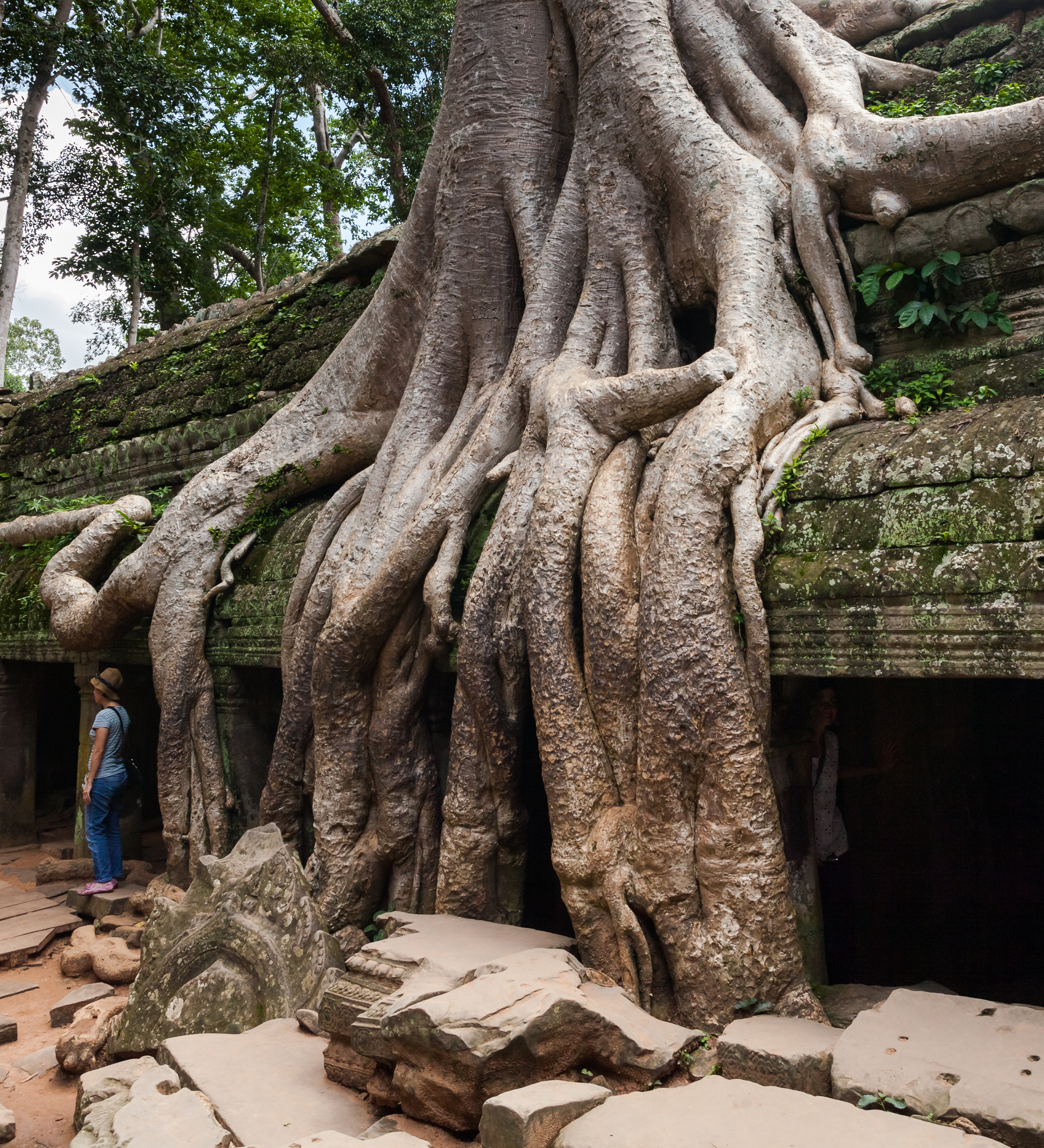
Mur emprisonné dans les racines de tetrameles nudiflora

Aussitôt passé le gopura ouest de la première enceinte, on voit sur la gauche un énorme tetrameles nudiflora, juché tel une pieuvre sur le toit de la galerie et qui semble l’écraser de son poids colossal.
Mais les énormes racines de l'arbre, en forme de mains, plongeant verticalement vers le sol et se répandant ensuite aux alentours, semblent vouloir servir de supports pour soulager la toiture oppressée.
L'entrelacs des racines et des murs, l'alternance des arbres et des pierres en fait l'un des sites les plus photographiés d'Angkor.

## Attrait touristique
Ta Prohm est le troisième plus important des sites d'Angkor et l’un des plus photographiés du fait de ses paysages spectaculaires.
Ce monastère intentionnellement laissé en l'état avec ce couple végétal / ruines est devenu une réelle accroche marketing du site qui répond à l'imaginaire touristique et rappelle notamment Lara Croft de Tomb Raider.
Cinq millions de touristes ont été comptabilisés à Angkor en 2017, un chiffre important qui préfigure une augmentation exponentielle qui pourrait atteindre 10 millions en 2025. Cela n'est pas sans conséquence. En effet, cette surfréquentation peut entraîner des conséquences dramatiques : pollution, embouteillages, détérioration du site pourtant préservé à travers les siècles et laissé au soin de la nature pendant tout ce temps.
Ta Prohm, édifice célèbre pour ses arbres géants qui ont inspiré Hollywood, connaît le même succès. Les guides cambodgiens ont des sentiments partagés. Ils sont heureux du succès du site mais s'inquiètent des millions de visiteurs qui marchent sur les racines des arbres, ce qui les tue. En effet, des murs entiers des temples sont soutenus par les arbres, l'effondrement des arbres entraînerait l'effondrement des murs. Il va s'avérer vital que le Cambodge maitrise cet immense flux touristique dans les années à venir pour ne pas risquer de mettre en péril ces monuments,.